# Lucien Laurent
Lucient Laurent (Saint-Maur-des-Fossés, Francia, 10 de diciembre de 1907 - Besanzón, 11 de abril de 2005) fue un futbolista francés, famoso por ser el autor del primer gol de la historia de la Copa Mundial de Fútbol, el 13 de julio de 1930 contra la selección mexicana.

## Biografía
Jugador profesional de la Liga Francesa de Fútbol, jugó para diversos equipos como CA París (1921 a 1930 y 1933 a 1934), Sochaux (1930 a 1932 y 1935 a 1936), Club Français (1932 a 1933), Stade Rennais Football Club (1936 a 1937), RC Estrasburgo (1937 a 1939) y Besançon RC (1943 a 1946). También trabajó para la compañía de autos Peugeot, incluso formando parte del equipo de fútbol de la empresa.
Fue integrante de la selección de fútbol de Francia en la Copa Mundial de Fútbol de 1930, consiguiendo en el Estadio Pocitos del Club Atlético Peñarol de Montevideo (Uruguay) el primer gol de la historia de la Copa Mundial de Fútbol contra la Selección de fútbol de México (en el minuto 19), ganándole poco después la contienda 4 a 1 a favor de su país. Ese primer gol de la historia del Campeonato del Mundo convirtió en una celebridad a Laurent, que no pudo participar en la edición de 1934 debido a una lesión.
Por años se le atribuyó también haber encajado el gol de México en ese partido, al haber reemplazado, en pleno partido, al lesionado arquero Alex Thepot; investigaciones posteriores, sin embargo, demostraron que quien cubrió el arco no fue Laurent, sino Augustin Chantrel
Participó con el ejército francés en la Segunda Guerra Mundial, donde en 1942 fue hecho prisionero de guerra por los alemanes y liberado tres años después. Tras la guerra, jugó otras tres temporadas en el Besançon RC y después fue entrenador de varios equipos amateurs.